# Paectes
Paectes là một chi bướm đêm thuộc họ Noctuidae.

## Loài
- Paectes abrostolella Walker, 1866
- Paectes abrostoloides Guenée, 1852
- Paectes acutangula Hampson, 1912
- Paectes arcigera Guenée, 1852
- Paectes burserae Dyar, 1901
- Paectes costistrigata Bethune-Baker, 1906
- Paectes cyanodes Turner, 1902
- Paectes declinata Grote, 1879
- Paectes delineata Guenée, 1852
- Paectes fuscescens Walker, 1855
- Paectes lunodes (Guenée, 1852)
- Paectes nubifera Hampson, 1912
- Paectes obrotunda Guenée, 1852
- Paectes oculatrix Guenée, 1852
- Paectes pygmaea Hübner, 1818 (đồng nghĩa: Paectes flabella (Grote, 1879))

## Hình ảnh

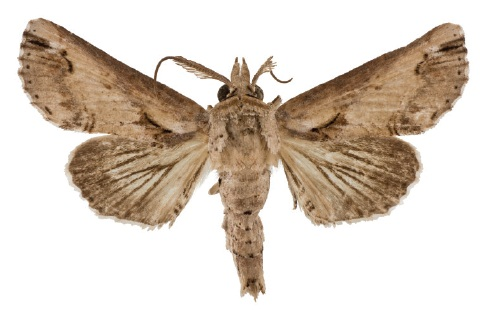
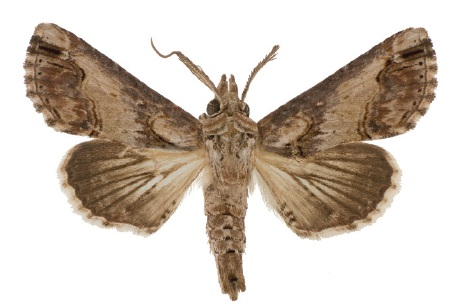
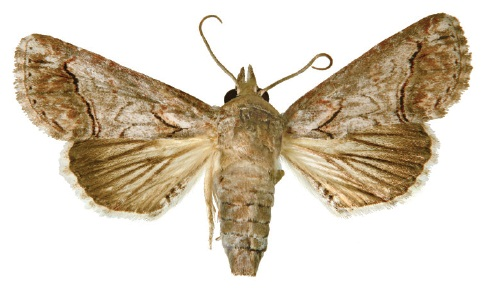
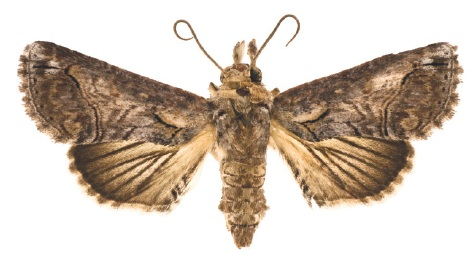